# راندال تکس کوب
راندال تکس کوب (انگلیسی: Randall "Tex" Cobb؛ زادهٔ ۷ مهٔ ۱۹۵۰) هنرپیشه، بوکسور، کاراته‌کا و کیک‌بوکسینگ‌کار اهل ایالات متحده آمریکا است.
از فیلم‌ها یا برنامه‌های تلویزیونی که وی در آن نقش داشته است می‌توان به ایس ونچورا: کارآگاه حیوانات، شجاعت غیرمعمول، بزرگ کردن آریزونا، شرایط بحرانی، دیگزتاون و کودک پرافتخار اشاره کرد.